# September (Sting e Zucchero Fornaciari)
September è un singolo del cantautore britannico Sting e del cantautore italiano Zucchero Fornaciari, pubblicato il 27 novembre 2020 come primo estratto dalla quinta raccolta di Sting Duets e dalla riedizione del quattordicesimo album in studio di Fornaciari D.O.C.

## Descrizione
Il brano è stato composto da Sting, che ha poi chiesto a Zucchero di adattare parte del testo in italiano. Il testo richiama i tempi incerti vissuti durante la pandemia di COVID-19, la speranza di «tornare presto alla normalità» e l'augurio che in autunno la pioggia avrebbe «lavato via tutto».

## Video musicale
Il videoclip, diretto da Gaetano Morbioli e girato presso l'abitazione di Sting in Toscana, è stato pubblicato il 2 dicembre 2020 attraverso il canale YouTube di Sting.

## Tracce
Testi di Sting e Zucchero, musiche di Sting, Zucchero e Rob Mathes.
1. September – 3:27

## Classifiche
| Classifica (2020) | Posizione massima |
| ----------------- | ----------------- |
| Croazia           | 64                |